# Midi-Pyrénées
Midi-Pyrénées (Occitaans: Miègjorn-Pirenèus) is een voormalige regio in het zuiden van Frankrijk. De regio is qua oppervlakte de grootste van Europees Frankrijk (alleen Frans-Guyana in Zuid-Amerika is groter), en is bijvoorbeeld groter dan Nederland of Denemarken.
Midi-Pyrénées is in de twintigste eeuw gecreëerd als een samenvoeging van een groot deel van de periferie. De hoofdstad van de regio is Toulouse, tevens de vierde stad van het land, en het geheel is samengesteld uit verschillende delen van voormalige Franse provincies. De regio maakt na de regionale herindeling per januari 2016 deel uit van de regio Occitanie.

## Aangrenzende regio's
| Aangrenzende regio's | Aangrenzende regio's | Aangrenzende regio's | Aangrenzende regio's | Aangrenzende regio's        |
| -------------------- | -------------------- | -------------------- | -------------------- | --------------------------- |
|                      |                      | Limousin             |                      | Auvergne                    |
|                      |                      |                      |                      |                             |
| Aquitanië            | Languedoc-Roussillon |                      |                      |                             |
|                      |                      |                      |                      |                             |
| Aragón (ES)          |                      |                      |                      | Catalonië (ES) Andorra (AD) |